# Digital Fitness App
Die Digital Fitness App (DFA) ist eine mobile App von PricewaterhouseCoopers (PwC), die dazu dient den digitalen Wissensstand von Mitarbeitern innerhalb eines Unternehmens einzuschätzen und zu optimieren. Dafür werden in der App kurze Lerneinheiten, in Form von Lesematerial, Videos, Podcasts und Infografiken, bereitgestellt. Die App kann man im Bereich Unternehmenssoftware im Bereich E-Learning verorten.

## Übersicht
Die Digital Fitness App dient der Weiterbildung von digitalen Kompetenzen. Dafür wird ein sogenanntes Digital Fitness Assessment, ein Fragebogen, der den aktuellen Wissensstand sowie individuelle Schwächen und Stärken erfasst, mit den jeweiligen Nutzern der App durchgeführt. Der aktuelle Wissensstand wird in Form eines Punktestandes, eines Digital Fitness Scores, aufgeführt. Anhand des Punktestandes können sich Nutzer individuelle Ziele setzen und sich aus 60 digitalen Themen einen Trainingsplan zusammenstellen, um ihre digitalen Kompetenzen zu fördern. Mit dem Punktestand können Nutzer sich innerhalb ihrer Abteilung sowie innerhalb der gesamten Organisation vergleichen.
Die App basiert auf der wissenschaftlichen Forschung von Experten für Organisationsverhalten und kulturellen Wandel des PwC Katzenbach Centers, das auch die PwC Digital IQ Survey durchführt.
Durch die Digital Fitness App sollen Entscheider ein besseres Verständnis der digitalen Kompetenzen ihrer Mitarbeiter erlangen, sodass die digitale Transformation ihrer Unternehmen vorangetrieben werden kann.

## Nutzung
Die App kann im Apple App Store sowie dem Google Play Store heruntergeladen werden. Aktiv nutzen können die App allerdings nur Mitarbeiter von Unternehmen, die eine Lizenz von PwC erworben haben. Laut eigenen Angaben nutzen bereits über 150.000 Menschen aus neun verschiedenen Ländern die Digital Fitness App.

## Kosten
PwC bietet die Applikation zu einem Abonnement-Preis an. Interessierte Unternehmen kaufen Lizenzen, die pro Nutzer pro Monat abgerechnet werden.